# 이용근 (1941년)
이용근(李容根, 1941년 4월 27일 ~ )은 대한민국의 공무원이다. 본관은 광주이며, 전라남도 보성군 출신이다.

## 학력
- 1959년 : 광주고등학교 졸업
- 1962년 : 고려대학교 경제학 학사
- 1969년 : 서울대학교 행정대학원 행정학 석사
- 1974년 : 국립사회과학대학원 경제학 석사
- 1994년 : 한양대학교 행정대학원 행정학 박사

## 경력
- 제9회 행정고시 합격
- 재무부 이재제3과장
- 아시아개발은행 이사
- 금융감독위원회 상임위원
- 금융감독위원회 부위원장
- 2000년 1월 ~ 2000년 8월 : 금융감독위원회 위원장 겸 금융감독원장
- 헨더앤더슨그룹 상임고문

## 참고
| 전임 윤원배 | 제2대 금융감독위원회 부위원장 1999년 5월 25일 ~ 2000년 1월 18일 | 후임 이정재 |

| 전임 이헌재 | 제2대 금융감독위원회 위원장 2000년 1월 19일 ~ 2000년 8월 8일 | 후임 이근영 |